# Leptosphaeria gloeospora
Leptosphaeria gloeospora är en svampart som först beskrevs av Berk. & Curr., och fick sitt nu gällande namn av Pier Andrea Saccardo 1883. Leptosphaeria gloeospora ingår i släktet Leptosphaeria och familjen Leptosphaeriaceae.   Inga underarter finns listade i Catalogue of Life.
I den svenska databasen Dyntaxa används istället namnet Keissleriella gloeospora för samma taxon.  Arten är reproducerande i Sverige.